# Камуньяно
Камунья́но (итал. Camugnano) — коммуна в Италии, располагается в регионе Эмилия-Романья, подчиняется административному центру Болонья.
Население составляет 2132 человека, плотность населения составляет 22 чел./км². Занимает площадь 96 км². Почтовый индекс — 40032. Телефонный код — 0534.
Покровителем коммуны почитается святитель Мартин Турский.

## Города-побратимы
- Минербио, Италия